# Hans Stumpfeldt

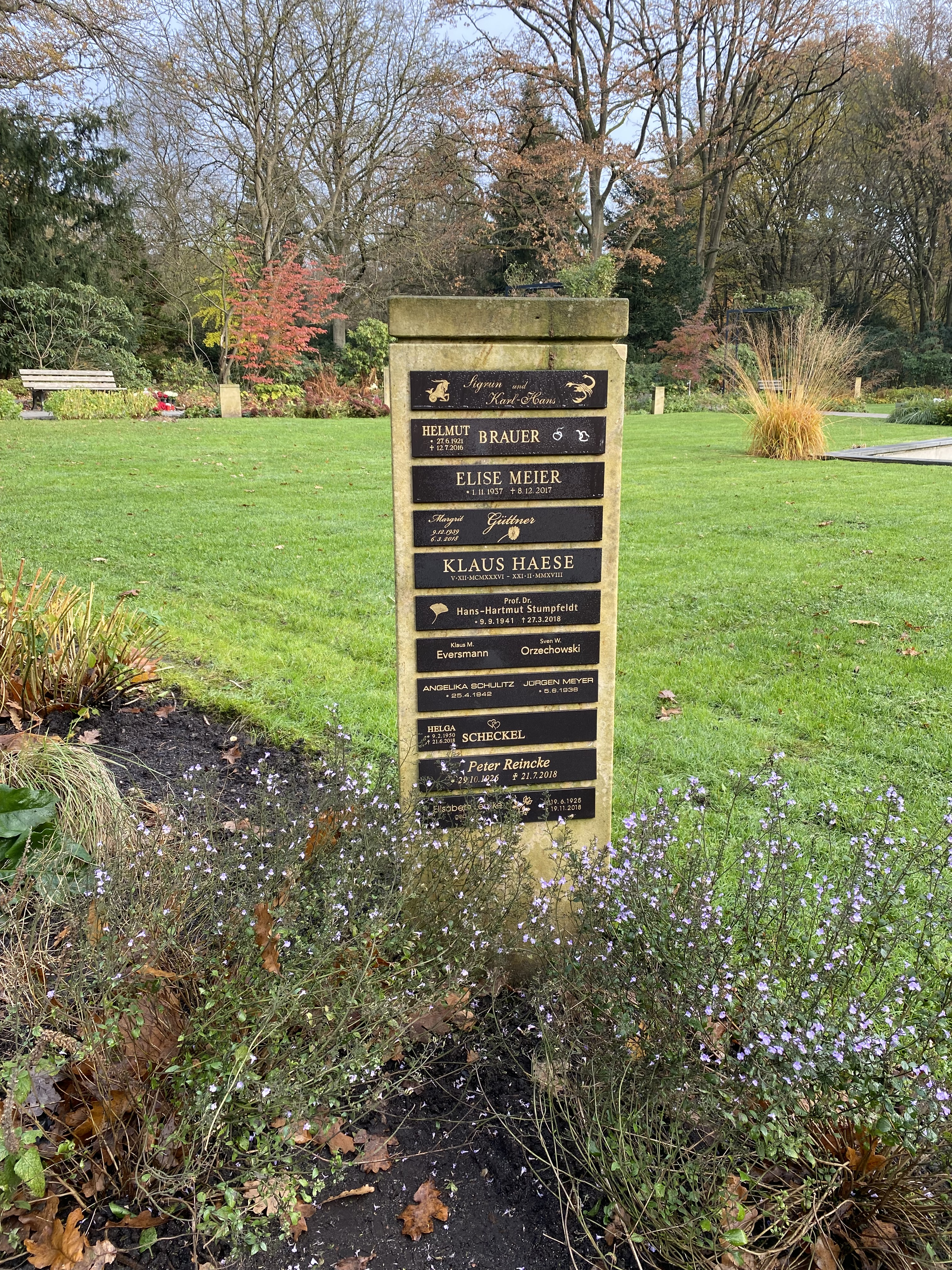
Grabstätte auf dem Friedhof Ohlsdorf im Planquadrat Bm 72

Hans-Hartmut Stumpfeldt (* 9. September 1941 in Schroda/Posen; † 27. März 2018 in Hamburg) war ein deutscher Sinologe. Er forschte vor allem zur Geschichte und Staatsphilosophie der Han- und Vor-Han-Zeit.

## Leben
Stumpfeldt wuchs in Lohme auf Rügen auf. Nach Flucht aus der DDR studierte er in Freiburg im Breisgau Politik, Geschichte und Sinologie. 1967 Promotion, in der Folge Wissenschaftlicher Assistent an der Sinologischen Abteilung der Universität Münster bei Ulrich Unger. Nach der Habilitation 1977 folgte 1979 die Berufung als Professor für Sinologie an die Universität Hamburg, wo er die Nachfolge von Wolfgang Franke auf dem Lehrstuhl für Geschichte und Gesellschaft Chinas antrat. Seine  Emeritierung erfolgte 2006.
Hans Stumpfeldt verstarb im Alter von 76 Jahren und wurde auf dem Hamburger Friedhof Ohlsdorf beigesetzt. Die halbanonyme Grabstätte befindet sich in der Paar-Anlage an den Wasserbrunnen östlich von Kapelle 13.

## Werke (Auswahl)
- Ein Garten der Sprüche: Das Shuo-yüan des Liu Hsiang (79–8 v. Chr.) (= Bibliothek der Han). Ostasien-Verlag, Gossenberg (Das Gesamtwerk ist auf 4 Bände angelegt. Bisher sind seit 2010 Teil I und II erschienen).
- Einundachtzig Han-Gedichte (= Bibliothek der Han. Band 1). Ostasien-Verlag, Gossenberg 2009, ISBN 978-3-940527-18-9.
- Herausgegeben zusammen mit Reinhard Emmerich: Und folge nun dem, was mein Herz begehrt: Festschrift für Ulrich Unger zum 70. Geburtstag (= Hamburger Sinologische Schriften. Band 8). Hamburger Sinologische Gesellschaft, Hamburg 2002, ISBN 978-3-935664-07-3.
- Das Leben des Konfuzius: Bilder zu den Taten des Weisen. Aus dem Chines. übertr. und mit einem Nachw. von Hans Stumpfeldt. Manesse, Zürich 1991, ISBN 3-7175-8182-1.
- Studien zur Überlieferung literarischen Bildungsgutes im alten China. Westfälische Wilhelms-Universität, Münster 1977 (Habilitationsschrift).
- Staatsverfassung und Territorium im antiken China. Über die Ausbildung einer territorialen Staatsverfassung (= Freiburger Studien zu Politik und Gesellschaft überseeischer Länder. Band 8). Bertelsmann, Düsseldorf 1970 (Dissertation).